# Seboruco (Santurce)
|                                                  |                                                         |
| Coordenadas                                      | 18°26′44″N 66°3′24″O / 18.44556, -66.05667              |
| Entidad • País • Territorio • Municipio • Barrio | Sub-barrio Estados Unidos Puerto Rico San Juan Santurce |
| Superficie                                       | 0,17 km² (0,06 mi²)                                     |
| Población • Densidad poblacional                 | 2.198 (2000) 13.092,1 km² (33.908,5 mi²)                |

Seboruco es uno de los cuarenta “sub-barrios” del barrio Santurce en el municipio de San Juan, Puerto Rico. De acuerdo al censo del año 2000, este sector contaba con 2.198 habitantes y una superficie de 0,17 km².